# Arrondissement di Montmorillon
L'arrondissement di Montmorillon è una suddivisione amministrativa francese, situata nel dipartimento della Vienne e nella regione della Nuova Aquitania.

## Composizione
L'arrondissement di Montmorillon raggruppa 98 comuni in 11 cantoni:
- cantone di Availles-Limouzine
- cantone di Charroux
- cantone di Chauvigny
- cantone di Civray
- cantone di Couhé
- cantone di Gençay
- cantone di L'Isle-Jourdain
- cantone di Lussac-les-Châteaux
- cantone di Montmorillon
- cantone di Saint-Savin
- cantone di La Trimouille